# Amin al-Husseini
Hadj Mohammed Amin al-Husseini (în arabă: محمد أمين الحسيني, n.1895, Ierusalim – d. 4 iulie 1974, Beirut) a fost un politician și lider religios musulman arab palestinian, care a funcționat ca Muftiu al Ierusalimului în perioada mandatului britanic asupra Palestinei.
În octombrie 1937 a fugit din Palestina de teama reacției autorităților britanice la Marea Revoltă Arabă din anii 1936-1939 la conducerea căreia a luat parte activă și s-a întors din exil în martie 1948. Inițial, adept al Siriei Mari, din care Palestina ar fi făcut parte ca „Siria de Sud”, Amin al-Husseini s-a impus în anii 1930 ca lider al mișcării naționale palestiniene. El s-a  opus cu înverșunare sionismului și evreilor ca națiune egală în drepturi în Orientul Apropiat. De pe această poziție el a fost principalul responsabil pentru atacurile și măcelurile organizate de arabi musulmani împotriva colectivității evreiești în Palestina.     
Amin al_Husseini a deținut între anii 1921-1937 funcția de președinte al Consiliului Suprem Islamic din Palestina, iar începând din 1936 pe cea de presedinte al Înaltului Comitet Arab din Palestina, învestitură pe care a continuat să o păstreze și în exil, dupa scoaterea în afara legii a acestui comitet de către autoritățile britanice. În exil el a colaborat cu regimul pro-nazist din Irak sub conducerea lui Rashid Ali al-Kailani, după căderea căruia s-a refugiat în Italia fascistă și apoi, vreme de patru ani, în Germania nazistă, unde a cooperat cu liderii și cu politica nazistă, instigând la genocidul împotriva evreilor și luând parte la înființarea unor unități de voluntari musulmani în cadrul Waffen SS, pe teritoriul fostului Regat al Iugoslaviei, în Bosnia și în Sandžak. Himmler i-a conferit gradul de Gruppen SS. Revenind în Palestina în martie 1948 a condus iarăși, ca președinte al Înaltului Comitet Arab, strategia națională palestiniană în cursul Războiului Arabo-Israelian din 1948-1949 în cursul căruia o parte însemnată din arabii palestinieni s-au refugiat în zone neangrenate în lupte. El însuși a patronat, sub auspicii egiptene, un guvern palestinian efemer (1949-1959) și fără puteri reale la Gaza, apoi la Cairo, împotrivindu-se cu înverșunare autorității exercitate de regii Iordaniei la Ierusalim și în Cisiordania.
După înființarea în 1964 la Ierusalim a Organizației de Eliberare a Palestinei, și-a încetat activitatea ca președinte al Înaltului Comitet Arab. În ultimii ani ai vietii petrecuți la Beirut, și-a scris memoriile.      

## Biografie

### Anii de copilărie și tinerețe 1895-1920
Amin al Husseini s-a născut, probabil, în 1895, la Ierusalim, ca fiu al muftiului musulmanilor din oraș, Taher al-Husseini și al soției acestuia, Zeinab. Familia al-Husseini era una din principalele familii de notabili arabi din Ierusalim, latifundiari înstăriți, din rândurile cărora s-au ridicat 13 primari ai orașului între anii 1864-1920. După tradiția familiei, ea s-ar trage din însuși profetul Mahomed.  
Unul din reprezentanții de seamă ai familei a fost Kamal al-Husseini, frate vitreg al lui Amin, care a îndeplinit, între 1908-1921 funcția de mare muftiu al Ierusalimului. Altul a fost Musa Khatem al-Husseini care a condus Comitetul Executiv Arab, corpul politic suprem al arabilor din Palestina până în anul 1936.
Amin al-Husseini a învățat la Ierusalim la o școală elementară tradițională islamică „kuttub”, apoi la o școală otomană (rüșdiye) și la una catolică și pentru scurtă vreme, la școala evreiască Alliance , de sub direcția lui Albert Antebbi. Între materiile învățate s-a numărat și limba turcă, pe atunci, limba oficială a țării.
Apoi a plecat să studieze dreptul islamic la Universitatea Al-Azhar din Cairo, unde l-a avut drept mentor pe Rashid Rida, care ulterior avea să fie cunoscut ca unul din părinții spirituali ai mișcării Frăția musulmană. Husseini a fost profund influențat de învățătura lui Rida, care vedea în cultura occidentală o amenințare pentru islam, chema la o viață epurată de influențe europene și promova panarabismul și integrarea religiei islamice cu lupta politică și națională arabă.
În paralel cu studiile religioase, al-Husseini a frecventat și cursurile Facultății de științe umane, unde a pus bazele unui cerc de studenți arabi palestinieni, musulmani și creștini, al cărui obiectiv era denunțarea publică a „pericolului sionist”. A întrerupt studiile la Cairo după doi ani.
La împlinirea vârstei de 18 ani, în 1913, al Husseini a îndeplinit, alături de mama sa, porunca islamică a pelerinajului la Mecca, devenind Hadj (hagiu) 
În anul următor, 1914, a plecat la Istanbul, unde s-a înscris la cursuri de administrație în cadrul Academiei militare.
În anii Primului Război Mondial (1914-1918) al-Husseini a servit în armata otomană.
În anul 1916 a fost numit aghiotantul guvernatorului Izmirului, iar apoi a servit ca ofițer de artilerie în regiunea Mării Negre. Nu a participat la vreo bătălie importantă și, în amintirile sale, s-a plâns de conflictele pe care le-a avut cu comandantul corpului militar turc care, după afirmațiile sale, îi defavoriza pe soldații arabi. În noiembrie 1916, după ce s-a îmbolnăvit de dizenterie a fost trimis la vatră si s-a întors la Ierusalim. În 1917-1918 a ajutat, în colaborare cu un agent britanic, ar fi recrutat două mii de voluntari arabi în sprijinul [Revoltei Arabe conduse de Hussein ibn Ali și familia sa hashemită din Hedjaz contra stăpânirii otomane 
S-ar putea ca aceasta i-a adus simpatie în rândurile cercurilor oficiale britanice, care l-a ajutat la obținerea mai târziu a funcției de Muftiu al Ierusalimului.

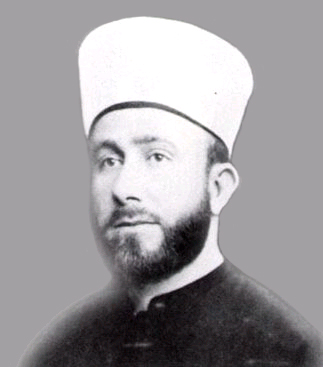
Amin al-Husseini în tinerețe

După cucerirea Palestinei și a Siriei de către puterile Antantei, în anul 1919 Amin al-Husseini a activat la Damasc în suita lui Jibril Haddad, ofițer de origine libaneză, însărcinat cu securitatea generală din partea regimului înscăunat de emirul Feisal ibn Hussein în Siria.ref name=Pi2>D.Pipes -Greater Syria:The History of an Ambition Oxford University Press 1990 p.65</ref>
În vara aceluiaș an al-Husseini a organizat o delegație a arabilor din Palestina la Congresul Național Sirian întrunit la Damasc , apoi in februarie 1920 la un congres pan-sirian tot la Damasc  care avea drept scop obținerea independenței Siriei Mari (Sham) sub sceptrul lui Feisal. Întors la Ierusalim, Amin al-Husseini a fost ales președinte al „Clubului Arab” (Al Nadi al Arabi), asociație care reunea tineri din familiile notabililor arabi și care își propunea să promoveze integrarea Palestinei ca „Siria de Sud” în regatul sirian al lui Feissal și să combată aplicarea Declarației Balfour. A scris în acea vreme articole în publicația arabă locală „Suriya al Djanubiya” (Siria de sud).
Palestina a rămas în cele din urmă separată, sub mandatul britanic, care și-a luat obligația întemeierii pe teritoriul ei a unui Cămin național pentru poporul evreu. În aceste împrejurări, alături de Aref al-Aref, al-Husseini s-a aflat  printre principalii responsabili pentru actele de violență din aprilie 1920, provocate împotriva evreilor de către locuitori arabi ațâțați care se întorceau de la ceremoniile sărbătorii musulmane Nabi Musa. 
Când autoritățile britanice au emis împotriva sa și a lui Aref un mandat de arest, ei s-au refugiat pe malul de est al Iordanului (Transiordania), fiind găzduiți de un trib de beduini. Judecați în contumacie, au fost condamnați la 10 ani închisoare. Dar, în august 1920, în cursul unei vizite la As Salt, printr-un gest destinat să-și îmbunătățească imaginea în rândurile arabilor palestinieni, Înaltul Comisar britanic al Palestinei, Sir Herbert Samuel i-a grațiat pe amândoi. La început al-Husseini a refuzat grațierea, pentru a nu putea fi interpretată ca un gest de recunoaștere a vinei dar, deoarece tocmai murise muftiul Kamal al-Husseini, a acceptat-o, totuși, pentru a se întoarce la Ierusalim.

### Mare Muftiu al Ierusalimului 1922-1937. Anii 1921-1929
În anul 1921, anul în care Palestina a intrat sub regimul administrației civile britanice condus de Înaltul Comisar Sir Herbert Samuel, a decedat Marele muftiu al Ierusalimului, fratele vitreg al lui Amin, Kamal al-Husseini. La alegerile pentru ocuparea funcției au participat patru candidați din rândurile clericilor și fruntașilor musulmani din Ierusalim. Hadj Amin al-Husseini era cel mai tânăr dintre ei și pregătirea sa teologică era limitată, deoarece el nu dus până la capăt studiile sale la Universitatea religioasă Al Azhar. În alegeri el s-a plasat doar pe locul al patrulea din cei patru. După legea otomană muftiul trebuia ales dintre primii trei candidați. Familia al-Husseini a exercitat presiuni serioase, între altele, prin trimiterea de petiții, pentru numirea lui Amin. Autoritățile britanice, la rândul lor, doreau sa restabilească echilibrul între familia al Husseini și familia Nashashibi, al cărei membru, Raghib al-Nashashibi, fusese numit primar al Ierusalimului în locul lui Musa Khatem al Husseini. 
Funcționari ai guvernământului britanic și un număr de notabili arabi au convins pe șeicul Hussam Djarallah să-și retragă candidatura, pentru ca al-Husseini să se poata număra printre primii trei candidați. Aceasta a netezit calea spre numirea lui Amin al-Husseini în înalta funcție. Autoritatea mandatară și-a dat consimțământul la aceasta după mai multe întâlniri de împăciuire între al-Husseini și Herbert Samuel și alți functionari britanici. În aceste întâlniri a fost promisă cooperarea dintre conducerea musulmană și administrația britanică. În aprilie 1921 Amin al-Husseini a rostit la sărbătoarea Nabi Musa din acel an un discurs moderat, iar festivitățile sărbătorii s-au desfășurat în liniște, spre deosebire de anul precedent când s-au acompaniat de tulburări violente. 
În urma acestor contacte și evenimente, la intervenția consilierului politic Ernest Richmond, Amin al Husseini a obținut în anul 1922 titlul de Muftiu al Ierusalimului, chiar dacă inițial, nu pe cel de Mare Muftiu, asa cum se intitulase predecesorul său, în plus - numirea nu a fost publicată în Buletinul oficial al guvernului mandatar. Ulterior s-a folosit și în cazul său titlul de Mare Muftiu.
Ascensiunea lui Amin al-Husseini spre vârful piramidei politice palestiniene a fost desăvârșită prin alegerea sa, cu sprijinul britanicilor, ca președinte al Consiliului Suprem Islamic. Consiliul a recrutat resurse din întreaga lume arabă și musulmană pentru lucrări de renovare ale sanctuarului islamic de pe Muntele Templului - Haram ash-Sharif, care include Moscheea Al Aqsa și Cupola Stâncii.  
Cu solduri ce i-au rămas, al-Husseini a construit în anul 1929 Hotelul „Palace” de pe strada Mamilla, astăzi strada Agron din Ierusalim. Pentru constructia hotelului el l-a angajat pe antreprenorul evreu Baruch Katinka. Acesta i-a construit și casa particulară din cartierul Sheikh Jarrah, pe care al-Husseini a dat-o în chirie prietenului său, istoricul George Antonius (viitorul Hotel „Shepherd”).

### De la Tulburările din anul 1929 la izbucnirea Revoltei din 1936

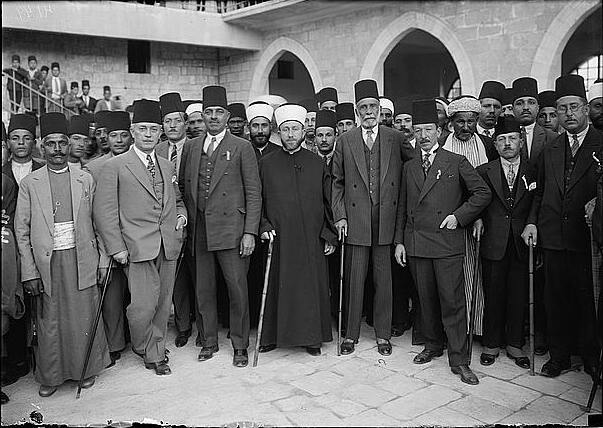
Delegație de notabili arabi palestinieni în 1929 la American Colony din Ierusalim, pregătită pentru a pleca la Londra. Al doilea din stânga cu fes- Ragheb al Nashashibi, al patrulea, cu turban - muftiul Amin al-Husseini, al cincilea cu fes - Musa Khathem al Husseini

Al-Husseini a combătut cu vehemență crearea Căminului Național al evreilor, consimțită de britanici în Palestina. Rolul său în tulburările arabe din anul 1929  este disputat. La 16 august 1929, cu o săptămână înaintea izbucnirii tulburărilor, Amin al-Husseini a rostit o cuvântare care a ațâțat masele arabe să
dea năvala în spațiul din fața Zidului de apus („Zidul Plângerii”) și în Cartierul Evreiesc din Orașul Vechi. 
La 23 august 1929, ziua izbucnirii tulburărilor, comandantul politiei Ierusalim, Alan Saunders, l-a convocat pe muftiu, pentru a incerca sa stavilească escaladarea evenimentelor. A doua zi muftiul și presedintele Inaltului Comitet Arab, Musa Khatem al Husseini, au fost convocati si la guvernatorul Ierusalimului , care le-a cerut să liniștească spiritele. Dupa aceasta, Amin al-Husseini a chemat populația arabă să aibă incredere în guvernământul britanic, dar apelul său nu a avut pentru moment nici un efect de calmare a violenței. După încetarea tulburărilor, Înaltul Comisar John Chancellor a aruncat asupra muftiului răspunderea pentru faptele de violență.     
În schimb, Comisia de anchetă Shaw, în fața căreia a depus mărturie muftiul (în cursul a șase ședințe, în care s-a plâns de defavorizarea arabilor și de încălcarea de către britanici a promisiunilor față de aceștia), l-a absolvit de orice vină.
La începutul anilor 1930 al-Husseini a acționat pentru întărirea naționalismului arab palestinian și în sensul identificării luptei naționale a arabilor palestinieni cu principiile religioase ale islamului. In anul 1930 el a întemeiat un Fond palestinian care se voia asemănător în obiectivele sale în sectorul arab, cu Fondul Național Evreiesc „Keren Kayemet leIsrael”. Proiectul a eșuat, între altele, și din pricina conflictului dintre al-Husseini și oponenții săi în frunte cu familia Nashashibi. In anul 1931 al-Husseini a convocat împreună cu Sahwqat Ali, un lider musulman din India, și cu sprijinul lui Rashid Reda
o Conferință mondială islamică la Ierusalim, la care au participat 130 delegați din 22 țări.
Muftiul a reusit să asigure la conferință și cooperarea unor imami șiiți și să răspândească mesajul că cele două mari fracțiuni ale islamului - suniții și șiiții - sunt uniți în problema Palestinei. De asemenea a izbutit să blocheze o rezoluție anticreștină inițiată de reprezentanții din Iran pentru a nu provoca  o fractură în frontul unit al arabilor musulmani și creștini împotriva proiectului sionist în Palestina.
Conferinta a proclamat Zidul de apus ca loc sacrosanct al Islamului și a denunțat sionismul și vânzarea de pământuri evreilor.  
În 1934 candidatul lui al-Husseini, dr.Hussein Fahri al Khaledi, l-a înfrânt pe Ragheb al Nashashibi în alegerile pentru funcția de primar al Ierusalimului.
În acea perioadă s-au întărit legăturile dintre al-Husseini și mișcarea nazistă care a ajuns la putere în  Germania în 1933. În martie 1933 Muftiul a trimis un mesaj de sprijin pentru noul regim „fascist și antidemocratic” din Germania consulului acestei țări la Ierusalim, în care și-a exprimat și dorința de a se alătura boicotului nazist împotriva evreilor. În cadrul unui partid  patronat de el în 1935, „Partidul Arab Palestinian”, a fost intemeiată și o mișcare de tineret „Al Futuwa” care s-a inspirat și din mișcarea tineretului hitlerist. Ea a folosit o bucată de vreme numele de „Cercetașii naziști”. 
În anul 1934 ministrul nazist Wilhelm Frick a vizitat Palestina și după o știre publicată în presa ebraică, ar fi transferat lui al-Husseini suma de 120,000 lire sterline destinată propagandei pronaziste.

### Marea revoltă arabă din Palestina din anii 1936-1939

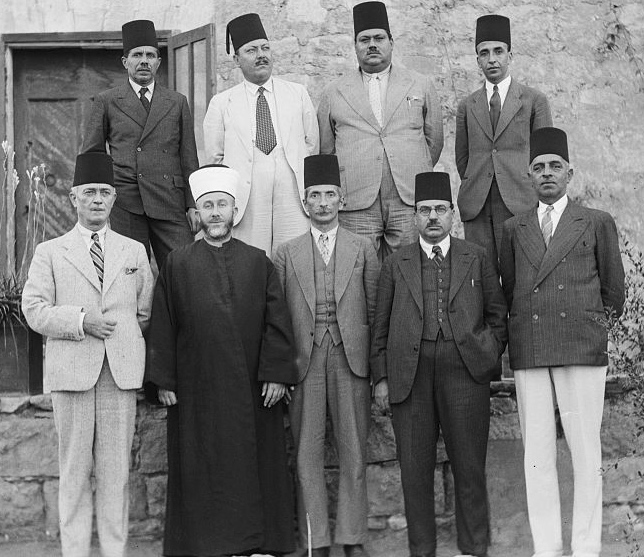
Înaltul Comitet Arab în 1936 -în primul rând de la stânga la dreapta:Ragheb al Nashashibi, Amin al-Husseini, Ahmed al-Hilmi, Abd al-Latif Bey as-Salah

Deși nu a fost inițiatorul la origine al Marii Revolte Arabe,Hadj Amin a preluat cu repeziciune conducerea ei și a organizat rezistența arabilor palestineni
față de stăpânirea britanică și față de colectivitatea evreiască din țară. El a condus o linie politică înverșunată contra evreilor și a încurajat omorârea de civili nevinovați. Din pricina marii influențe pe care a acumulat-o în calitatea funcției sale de muftiu, Marea Britanie, s-a abținut o vreme îndelungată de a-l îndepărta. Guvernanții britanici se temeau de izbucnirea de răzmerițe antibritanice suplimentare în Irak, Egipt și Transiordania.
La 25 aprilie1936 Hadj Amin a fost ales președinte al Înaltului Comitet Arab format din mai multe partide ale arabilor palestinieni: cel condus de  familia Husseini - Partidul Arab Palestinian -, Partidul Al Istiklal, de asemenea o reprezentanță a arabilor palestinieni creștini și partidul patronat de familia Nashashibi. Revolta a început la 20 aprilie 1936 sub forma unei greve generale a arabilor, având drept obiectiv imediat paralizarea economiei sectorului evreiesc.       
În octombrie 1936 s-a încheiat prima fază a revoltei arabilor palestinieni, când la cererea în taină a lui al-Husseini, regii arabi au apelat la răsculați să înceteze actele de violență și să dea o șansă eforturilor diplomatice. Răsculații „au consimțit” să asculte de acest apel. 
La începutul lui noiembrie 1936 a sosit în Palestina Comisia Peel care, până la publicarea concluziilor ei în legătura cu chestiunea Palestinei, a ascultat mărturii de pe tot cuprinsul țării. Principalul purtător de cuvânt arab în fața comisiei de anchetă a fost Amin al-Husseini însuși, care devenise și președintele Înaltului Comitet Arab. El s-a plâns de faptele evreilor în Palestina, și a adus mărturii în favoarea acuzației aduse colectivității evreiești din Palestina că ar fi responsabilă de „distrugerea” locurilor sfinte ale islamului. El a afirmat ca pământurile Palestinei aparțin musulmanilor și a respins orice compromis cu ideea oricărei expresii de suveranitate evreiască în Palestina. În plus el a cerut Marii Britanii să-și țină promisiunea făcută în anii Primului Război Mondial în scrisoarea MacMahon.
După asasinarea la Nazaret a guvernatorului Galileei, Lewis Andrews, de către militanți arabi din organizația șeicului Izzaddin Al Qassam, britanicii l-au demis pe Amin al-Husseini din toate funcțiile și au emis împotriva sa un ordin de arest. El s-a ascuns vreme de trei luni în zona moscheilor de pe Muntele Templului. Englezii au asediat cartierul, dar nu au îndrăznit să descindă în sanctuarul islamic. La 13 octombrie al-Husseini a reușit să se strecoare afară neobservat, și să ajungă, îmbrăcat în straie de beduin, la portul Jaffa, de unde oamenii săi l-au transportat în Liban, care împreună cu Siria se aflau sub dominație franceză. Ceilalți membri ai Înaltului Comitet Arab din Palestina au fost deportați de britanici în insulele Seychelles. În exil el a reînființat un Înalt Comitet Arab palestinian.

### În anii celui de-al Doilea Război Mondial
După izbucnirea celui de-al Doilea Război Mondial, Marea Britanie a cerut Franței să-l extrădeze pe Hadj Amin, care era cunoscut de multă vreme pentru legăturile lui cu Italia și Germania, dar autoritățile franceze au refuzat. La 13 octombrie1939 el a reușit sa fugă din Liban, după ce a mituit 
un comandant francez cu 500 lire sterline. Travestit în femeie, după un drum de trei zile, a ajuns cu bine în Irak, unde a fost primit cu onoruri.   .
Împreună cu alți conducători palestinieni din exil, el a participat acolo la organizarea răscoalei contra britanicilor și atacurilor împotriva evreilor locali (aprilie 1941), mai ales a pogromului antievreiesc din Bagdad, cunoscut sub numele de Farhud (1-2 iunie 1941). După eșecul revoltei progermane a lui Rashid Ali pașa Al Gailani în anul 1941 al-Husseini a fugit în Iran și s-a ascuns în cladirea ambasadei japoneze la Teheran. În octombrie 1941 el a reușit să fugă de acolo, travestit și cu un pașaport fals cu sprijinul unor factori italieni. A ajuns în Turcia, iar de acolo, prin Bulgaria, România, Ungaria la 11 octombrie 1941 a sosit la Roma, unde, la 27 octombrie 1941 a fost primit la Palatul Venezia de către Mussolini.

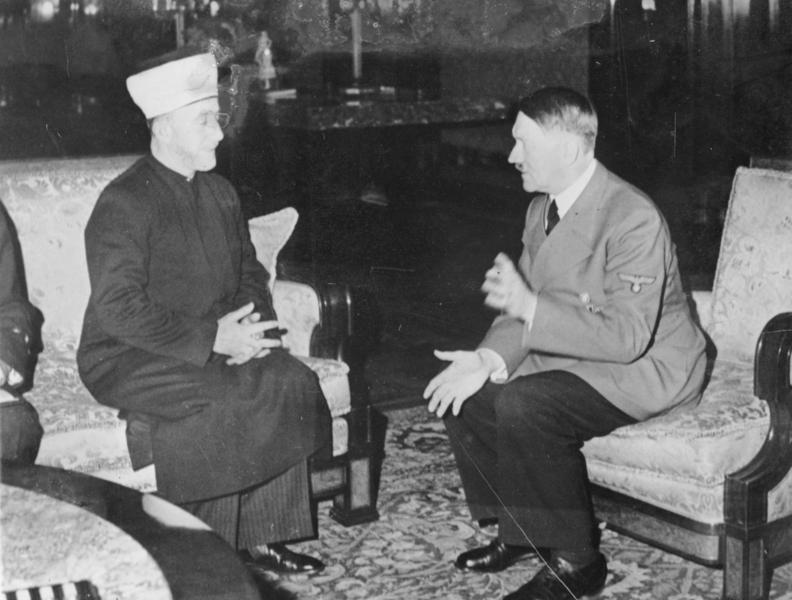
Întâlnirea dintre Amin al-Husseini și Hitler în noiembrie 1941

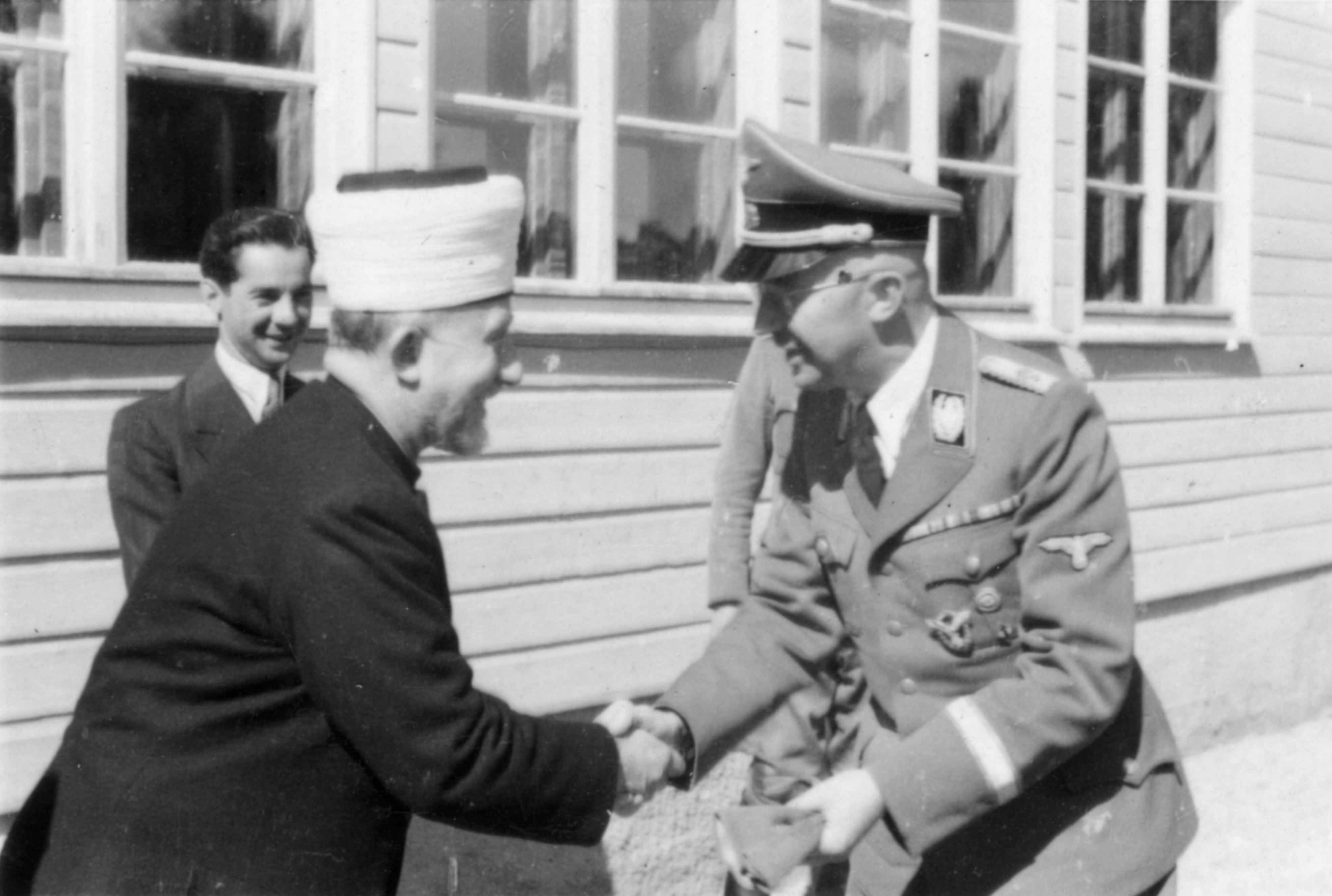
Amin al-Husseini și Heinrich Himmler la 1 ianuarie 1943

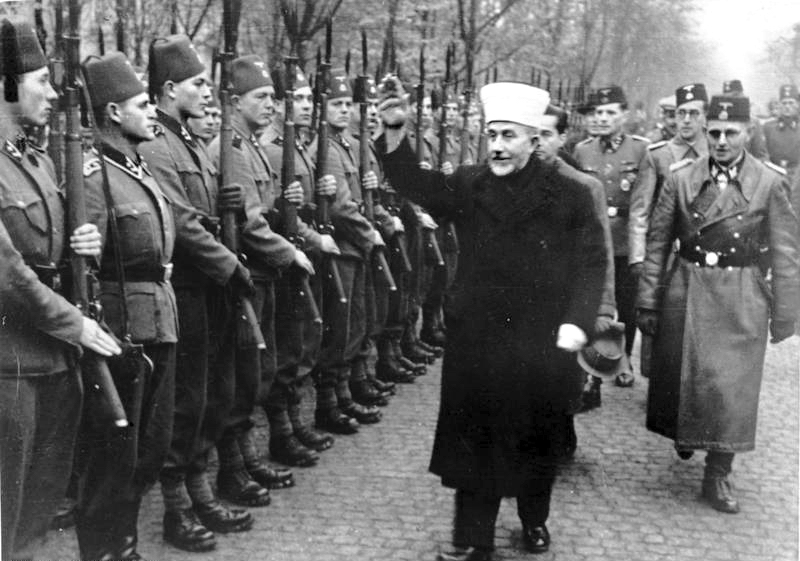
Amin al-Husseini trecând în revistă cu salutul hitlerist o unitate de voluntari musulmani bosnieci din Divizia de munte SS Handjar nr 23, 1 noiembrie 1943

La 6 noiembrie 1941 Hadj Amin a ajuns la Berlin și s-a întâlnit cu ministrul de externe al Germaniei, Ribbentrop. La 28 noiembrie 1941 a fost primit de Hitler. În descrierea întâlnirii, al-Husseini a afirmat că a existat între el și Hitler o convergență de opinii și că acesta din urmă i-a spus că „problema evreiască” trebuie rezolvată „pas cu pas”. Hitler i-a promis ex-muftiului că odată ce va cuceri Orientul Mijlociu, „singurul obiectiv al Germaniei va fi să lichideze elementul evreiesc aflat în Spațiul Arab sub oblăduirea britanicilor”.   
După mărturia lui Dieter Wisliceny, Al-Husseini l-ar fi însoțit personal pe Adolf Eichmann într-o vizită de inspecție și control al procesului de exterminare a evreilor în lagărul Auschwitz, inclusiv camerele de gazare. Alții, între care Eichmann însuși, au dezmințit aceasta.
La Berlin al-Husseini a cooperat la emisiunile de propagandă ale Germaniei, destinate lumii arabe și musulmane.
În activitatea sa în Germania i s-au alăturat și alți militanți palestinieni în exil ca, de pildă, Fawzi al-Kawukdji și Hassan Salama. Ex-muftiul beneficia din partea Reichului de o plată exorbitantă de 50.000 mărci pe lună. Din cauza rolului propagandistic pe care l-a jucat, Walter Winchell l-a poreclit „Lordul Haw Haw al arabilor.” 
Al Husseini și-a făcut mari speranțe în ofensiva forțelor germane conduse de Rommel în Nordul Africii, în direcția Egiptului și, în viitor, a Palestinei. 
În memoriile sale (publicate de „Al Ahbar al Yom” din Cairo) al-Husseini a menționat: 
„Una din condițiile noastre pentru cooperarea dintre arabi și Germania este acordarea de mână liberă pentru lichidarea evreilor din Palestina și din statele arabe vecine. Într-o scrisoare adresată lui Adolf Hitler am cerut o declarație explicită din partea Germaniei și a Italiei că ele recunosc dreptul statelor arabe de a rezolva problema minorităților evreiești, într-un mod corespunzător cu aspirațiile lor rasiale și nationale, după modelul metodelor științifice
utilizate de Germania si Italia față de evreii lor”.
În decembrie 1942 Hadj Amin a ținut un discurs la inaugurarea Institutului Central Islamic din Dresda, unde i s-a oferit o catedră de onoare. În cuvântarea sa, el a înfierat pe cei pe care i-a considerat agresori contra musulmanilor, și anume „evreii, bolșevicii și anglo-saxonii”.
La 1 martie 1944, vorbind la Radio Berlin, al-Husseini a spus: „Arabi, ridicați-vă ca un singur om, și luptați pentru drepturile voastre sfinte. Ucideți pe evrei oriunde îi veți găsi! Aceasta este pe placul lui Dumnezeu, al istoriei și religiei. Aceasta ne salvează onoarea. Dumnezeu fie cu voi!”
În acel moment se aflau în Germania circa 3.000 musulmani, inclusiv 400 germani convertiți la islam.
După 1942 Al-Husseini a fost implicat în organizarea și indoctrinarea unor unități de musulmani bosnieci în cadrul unor unități ale Wehrmacht și Waffen-SS, Cea mai mare dintre ele a fost divizia de munte SS nr.13 „Handjar” („Hanger”) (zisă și „divizia 1 croată”) numărând 21,065 luptători majoritatea bosnieci musulmani din statul marionetă croat, temporar și circa 1,000 de albanezi și 500 musulmani din Sandžak și având ofițeri germani. Aceasta a luat parte începând din februarie 1944 la operațiuni militare împotriva cetnicilor sârbi pe teritoriul Iugoslaviei. Albanezii musulmani recrutați în această divizie au fost apoi transferati in Divizia nr. 21 SS de infanteriști albanezi de munte „Skanderbeg”.
Într-o broșură destinată soldaților din divizia „Handjar”, tradus pentru bosnieci ca „Islam i Židovstvo” („Islamul și iudaismul”) Hadj Amin a menționat un pasaj din  Abu Khurreira: Ziua Judecății va veni, când musulmanii vor zdrobi pe evrei în întregime: și atunci, fiecare copac în dosul căruia se va ascunde un evreu va spune: „E un evreu in spatele meu, ucideți-l!”
Al-Husseini a mai participat la recrutarea unei divizii de munte nr 23 de Waffen SS „Kama” (zisă și „a doua divizie croată”), a unui regiment musulman SS „de auto-aparare” tot în Iugoslavia, în Sandžak, a unei unități „turce de est” de voluntari din Azerbaidjan  și a unei unități de arabi aflați în Germania, denumită „Legiunea Arabiei Libere”. Heinrich Himmler, care l-a informat asupra avansării planurilor de exterminare a evreilor, a fost și cel care i-a conferit lui Hadj Amin gradul, după câte se pare onorific, de Gruppenführer-SS.
În octombrie 1944 se crede ca al-Husseini a fost implicat în așa numita „Operație Atlas” care a a constat in trimiterea de către Germania în Palestina a câtorva parașutiști germani (din rândurile templierilor protestanți expulzați din Palestina) și arabi (Hassan Salame, Abdul Latif) care urmau să execute acțiuni de sabotaj împotriva populației evreiești și a regimului mandatar în Palestina. Ei au fost parașutați în zona Ierihon.
Ex-muftiul a apelat, de asemenea, la autoritățile din Italia, Bulgaria și Ungaria, cerând să anuleze permisele de plecare a unor evrei în Palestina, cu recomandarea de a-i deporta mai degrabă în Polonia, care era aflată atunci sub ocupație nazistă și adăpostea o mare parte din lagărele de exterminare.

### Primii ani postbelici
La finele războiului mondial al-Husseini a fost capturat la 15 mai 1945 de forțe franceze cantonate pe solul german în zona lacului Konstanz. La 19 mai a fost transferat în regiunea pariziană, unde a fost cazat, în condiții favorabile, împreună cu cei doi secretari ai săi, într-o vilă din Saint-Maur. I s-a pus la dizpoziție, între altele, un bucătar de la comunitatea islamică din Paris. Apoi a fost închis în închisoarea Fontainebleau de lângă Paris. Clădirea se afla sub supravegherea poliției judiciare a prefecturii de poliție, dar condițiile de detenție și deciziile în privința lui au fost stabilite de Ministerul de externe al Franței. În octombrie 1945 a fost mutat la vila „La Roseraie” din Bougival, apoi într-o noua reședință. Era autorizat să se plimbe liber și să primească oaspeți fără vreo obstrucție.
El a fost judecat în contumacie de către Curtea supremă militară a Iugoslaviei , pentru activitatea militară promovată de el contra partizanilor iugoslavi. A fost găsit vinovat ca criminal de război. Pe baza acestei sentințe, Iugoslavia  a cerut extrădarea lui al-Husseini de la Puterile Aliate. Țările arabe, între care Siria și Egiptul au cerut eliberarea lui, văzând în el un erou național.
Și Marea Britanie i-a cerut extrădarea la 24 mai 1945, dar Franța a refuzat să dea curs tuturor cererilor de extrădare. Autoritățile franceze au decis sa-i permită emigrarea într-o țară arabă, dar erau interesate să dea impresia că hotărârea a fost luată sub grele presiuni din partea factorilor arabi. În cele din urmă, cu sprijinul organizatoric al unei persoane influente din Maroc, și după ce poliția franceză și-a suspendat supravegherea, muftiul a izbutit să părăsească Franța la 29 mai 1946, prin aeroportul Orly, cu un zbor al companiei americane TWA spre Cairo, cu ajutorul unor documente false furnizate de un politician sirian, apropiat de Frăția musulmană. După 12 zile Ministerul de externe francez a luat oficial cunoștință de plecarea sa, iar britanicii nu l-au mai putut aresta în Egipt, deoarece această țară i-a oferit azil politic.   
La 12 august 1947 al-Husseini i-a scris ministrului de externe francez Georges Bidault o scrisoare in care a mulțumit Frantei pentru ospitalitate și a sugerat ca Franța să continue această politică amicală care îi va putea crește prestigiul în ochii musulmanilor din lumea întreagă.
După războiul mondial și înfrângerea Germaniei naziste, Amin al Husseini a căutat să justifice alăturarea sa la cauza Puterilor Axei.
Într-un interviu dat revistei americane Life în anul 1952 a afirmat: „Americanii mă privesc ca pe un hitlerist, pentru că am plecat în Germania în timpul războiului. Eu cred că motivele pentru care am plecat acolo sunt justificabile. În Palestina englezii au încercat să mă aresteze, și să mă trimeată pe o insulă pustie. Am fugit în Siria. Francezii au încercat să mă prindă și atunci am plecat în Irak. Mai târziu a trebuit să plec în Iran. Mareșalul Wavell a pus pe capul meu un premiu de 25 de mii de lire sterline. Am încercat să stau în Turcia, dar sub presiunea britanicilor, turcii nu mi-au dat voie. A trebuit să plec în Europa. Unde în Europa puteam să mă duc? În Anglia? În Franța? Singurul loc era Germania. În cuvântarile mele la radio niciodată nu am vorbit contra Americii. De obicei am menționat Marea Britanie, dar m-am limitat la nedreptățile pe care Marea Britanie le-a făcut arabilor în general și palestinienilor în particular. Pentru ca am făcut așa, Americanii mă privesc ca pe un dușman”

### Războiul arabo-evreiesc în Palestinași Guvernul Întregii Palestine

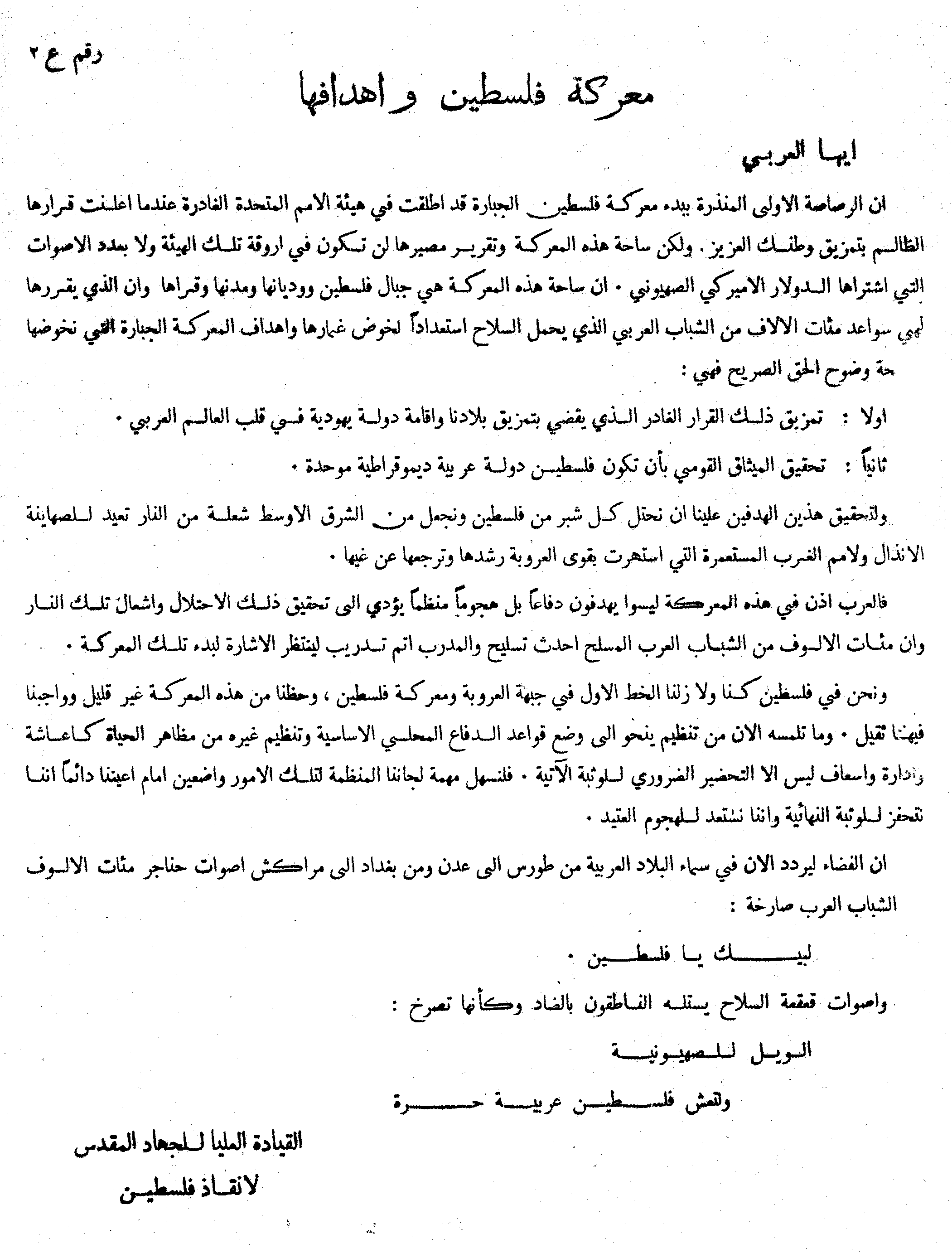
Apel al statului major al lui Amin al-Husseini în care arabii sunt chemați la Războiul Sfânt - Jihad - și să cucerească întreaga Palestină și să ducă la anularea hotărârii de împărțire a Palestinei a Adunării Generale a ONU din 29 noiembrie 1947

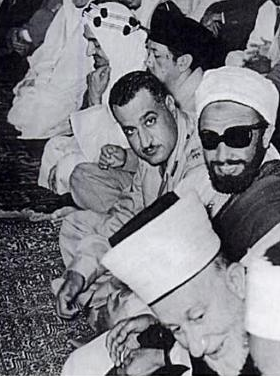
Amin al-Husseini la Conferința țărilor nealiniate de la Bandung din 1955, de la stânga la dreapta: Emirul Feisal din Arabia Saudită, un conducător din Asia de Est, Gamal Abdel Nasser din Egipt, imamul Ahmed, regele Yemenului, și ex-muftiul Hadj Amin al-Husseini

În Egipt Hadj Amin și-a reluat activitatea politică reluând conducerea Înaltului Comitet Arab din Palestina. 
În martie 1948, împreună cu ceilalți membri ai Comitetului a revenit în Palestina aflată în ultimele luni ale mandatului britanic și a început să coordoneze atacurile asupra așezărilor și cartierelor evreiești, care au constituit prima fază a Războiului arabo-israelian din 1948-1949.
Nepotul său, Abd al-Kader al-Husseini care devenise comandantul forțelor arabe din zona Ramla a primit în mod direct ordine de la Hadj Amin până în ziua în care a fost ucis.
Spre sfârșitul războiului Amin al-Husseini a participat la constituirea la Gaza, sub control militar egiptean, a Guvernului Întregii Palestine, sub conducerea sa. Foarte curând, însă, autoritățile egiptene au hotărât transferarea acestui guvern în exil la Cairo, unde a continuat o existență oficială, dar virtuală până în anul 1959. Dacă la început Egiptul a asigurat sprijinul său, cel puțin în public, pentru acest guvern, cu timpul a început să limiteze pașii lui al-Husseini și să răceasca relațiile cu el.
Deși al Husseini nu a jucat vreun rol în Revoluția Ofițerilor liberi din Egipt din iulie 1952, unii din perpetratorii revoluției, ca de exemplu Gamal Abdel Nasser l-au simpatizat, cunoscându-l încă din timpul războiului din Palestina.
În anii 1950, al-Husseini a avut un rol impreună cu regimul Nasser, în organizarea atacurilor fedainilor palestinieni contra așezărilor israeliene de graniță.
Organizația palestiniană Al Fatah înființată în 1956 și un tânăr comandant al ei, Yasser Arafat, el însuși, rudă îndepărtată a lui Hadj Amin, au fost influențate de principiile naționaliste ale ex-muftiului. al-Husseini și Arafat au făcut cunoștință la Cairo.
Și totuși apropierea lui al-Husseini de mișcarea Fraților musulmani, care se află în opoziție față de regimul nasserist a umbrit până la urmă relațiile cu noile autorități egiptene, mai ales în urma atentatului din 1954 al unor Frați musulmani împotriva lui Nasser.
După Criza Suezului și Războiul din Sinai s-a ivit un conflict acerb între al-Husseini și Nasser, care a dus la publicarea în august 1959 a unor articole ostile față de Hadj Amin în presa egipteană, care l-a acuzat de a fi avut un rol în soarta arabilor palestineni, și a cauzat părăsirea de către acesta a Egiptului. În 1960 al-Husseini s-a exilat în Liban, unde vreme de doi ani a benficiat de ajutoare din partea Irakului. În 1962 el a publicat în Liban încă sub titulatura de președinte al Înaltului Comitet Arab din Palestina, o declarație de principii a acestui Comitet. Această declarație a reprezentat o bază pentru viitoarele Convenții ale Organizației pentru Eliberarea Palestinei.
În 1946 și în 1962 Al-Husseini a prezidat  lucrările  Congresului mondial islamic. Iar în 1955 a luat parte la Conferința fondatoare a Organizației țărilor nealiniate de la Bandung.

### După întemeierea Organizației de Eliberare a Palestinei 1964-1974
Numai după constituirea la Ierusalim (de est), pe teritoriu iordanian, a Organizației de Eliberare a Palestinei, și recunoașterea a acesteia de către Liga Arabă ca reprezentanță oficială a arabilor palestinieni, a fost abolită definitiv funcția lui Amin al-Husseini ca președinte al Înaltului Comitet Arab. 
În acele împrejurări, nemulțumit de pierderea poziției sale politice, al-Husseini a căutat reconcilierea cu dușmanul său istoric, monarhia hashemită din Iordania.În 1966 el a efectuat o vizită oficială la Ierusalim. Și după ce Iordania a pierdut Ierusalimul de est și Orașul Vechi în Războiul de Șase Zile. al-Husseini a menținut relații bune cu regele Hussein și nu l-a condamnat pe acesta pentru măcelul antipalestinian din „Septembrie cel negru” al anului 1970. Orientalistul israelian Tzvi El-Peleg considera ca probabil își făcea speranțe  că în caz că Iordania va reuși sa recupereze Cisiordania regele Hussein îl va fi numit în fruntea regimului autonom palestinian plănuit pentru acest teritoriu.
În anul 1974 Amin al-Husseini a murit la Beirut. Ultima sa dorință era de a fi înmormântat la Ierusalim, dar Israelul nu a permis aceasta. În fruntea  procesiunii la înmormântare a pășit președintele Organizației de Eliberare a Palestinei, Yasser Arafat.